# Les Bateliers du Rhône
Les Bateliers du Rhône est un roman de Françoise Bourdon publié en 2012 dans la collection Terres de France des Éditions Presses de la Cité.

## Résumé
Les Sénéchal sont bateliers du Rhône de père en fils, passionné, Jérôme n’échappe pas à la tradition mais son destin y met tragiquement fin. En 1830, en pleine manœuvre avec ses barques, c’est le drame, il disparait dans le fleuve après un naufrage lors d’une des crues redoutables du fleuve. Sa femme, Manon, avec leur enfant, Antoine, encore si jeune, sont bien démunis. Elle trouve refuge chez ses grands parents à  Caderousse,  un village en rive gauche du Rhône dans le Vaucluse, où elle participe à la vie familiale et survit grâce à quelques travaux.
La vie de Manon croise celle de Jean-Dominique qui se retrouve bagnard pour un petit vol de nourriture. C’est en traversant le village avec d’autres bagnards enchainés que la rencontre furtive se passe, Manon n’hésitant pas à alimenter et à faire connaissance avec le condamné. Leur correspondance dure presque une décennie, Jean-Dominique revient à Caderousse à sa libération pour trouver à son tour un refuge et surtout son amour jusque là platonique, lui qui est désormais tout aussi dépourvu que l’était Manon plusieurs années auparavant.
Si la vie semble reprendre un train normal pour chaque protagoniste du roman, Antoine, le fils de Manon et de Jérôme, devenu un jeune homme, ne parvient pas à sympathiser avec son beau père. La mésentente est telle qu’Antoine quitte le foyer de Caderousse pour entamer une carrière de vigneron dans un autre village du Vaucluse, Châteauneuf du Pape, clôturant la tradition familiale de batelier du Rhône pour se consacrer aux vignes de ses coteaux.

## Editions
- Éditions Presses de la Cité, Paris, 2012, 268 p.  (ISBN 978-2-258-08908-2)[1] - (réédition en 2016),  281 p.  (ISBN 978-2-258-13403-4)[2]
- Éditions le Grand Livre du Mois, Paris, 2012, 268 p.  (ISBN 978-2-286-08417-2)[3] - (réédition en 2016),  281 p.  (ISBN 978-2-286-13884-4)[4]
- Éditions En gros caractères, Versailles, 2013, 324 p.  (ISBN 978-2-36360-127-8)[5]
- Éditions Pocket, Paris, 2013, 324 p.  (ISBN 978-2-266-23391-0)[6]
- Éditions VDB, La Roque-sur-Pernes (Vaucluse), 2014, enregistrement sonore / Françoise Bourdon, auteure. Texte intégral interprété par Elsa Romano et Yves Mugler[7]